# Synthecium crassum
Synthecium crassum är en nässeldjursart som först beskrevs av John Fraser 1940.  Synthecium crassum ingår i släktet Synthecium och familjen Syntheciidae. Inga underarter finns listade i Catalogue of Life.